# Christian Nicolay
Christian Nicolay (* 4. März 1976 in Bassenheim) ist ein ehemaliger deutscher Speerwerfer. Er startete ab 1998 für den TV Wattenscheid 01. Sein Trainer war Peter Lieser.
2006 wurde er bei den Deutschen Meisterschaften in Ulm Deutscher Meister im Speerwurf.
Seine Bestleistung stellte er 2003 auf. Er warf 84,54 m weit. In diesem Jahr wurde er bei den Weltmeisterschaften in Paris/Saint-Denis Sechster mit 81,77 m.
Nicolay ist 1,88 m groß, sein Wettkampfgewicht betrug 102 kg. 
Er hat seine Karriere 2010 beendet und arbeitete dann in Koblenz bei einer Versicherung, der Debeka. Außerdem war er als Trainer tätig, er trainierte unter anderem den Diskuswerfer Philipp Müller.

## Erfolge
- Teilnahme an den Olympischen Spielen 2004
- Teilnahme an den Weltmeisterschaften 2005
- Teilnahme an den Europameisterschaften 2006
- Zweiter Europacup 2003
- Junioreneuropameister 1995 mit 76,88 m
- Dritter der U23-Europameisterschaften 1997
- Deutscher Meister 2005
- Deutscher Meister 2006
- Deutscher Juniorenmeister 1997